# پروویدنس (کارولینای شمالی)
پروویدنس (به انگلیسی: Providence) یک منطقهٔ مسکونی در ایالات متحده آمریکا است که در شهرستان ارینجبرگ، کارولینای جنوبی واقع شده است. پروویدنس ۳۴٫۱۴ متر بالاتر از سطح دریا واقع شده است.